# هيكل أشيرتا
هيكل أشيرة  هي أطلال لهيكل يقع على تلة جنوب قرية عين ابل في جنوب لبنان. ويرى بارتون أن اسم آشيرتا قد يكون تداول محلي لأسماء إله ساميا قد تكون عشتار، أوزيريس، آشور، أثيرتاأو أشيرة وهم أسماء لألهة إناث (أشيرتا أو شرتا). ولا تزال تسمية «خلة الست» تطلق على الوادي الذي يقع غرب هذه التلة.

## وصلات خارجية
- لبنان التراث الأثري